# روجر جيلارد (كاتب)
روجر جيلارد (بالفرنسية: Roger Gaillard)‏ هو مؤرخ وكاتب هايتي، ولد في 10 أبريل 1923 في بورت أو برانس في هايتي، وتوفي في 2000.